# Emily Kauʻi Zuttermeister
Emily Kauiomakawelinalaniokamanookalanipo (Kauʻi) Zuttermeister (* 8. März 1909; † 1994) war eine hawaiische Hula-Tänzerin.
Von 1933 bis 1935 lernte Kauʻi bei Samuel Pua Haʻaheo, dem Cousin ihrer Mutter, Hula-Tanz. 1936 eröffnete Kauʻi ihre eigene Hula-Schule Ilima Hula Hale. Über 50 Jahre lang unterrichtete sie Hula, traditionelle Gesänge und Pahu-Trommeln. Kauʻi war Jurorin bei verschiedenen Hula-Wettbewerben, darunter das Merrie Monarch Festival in Hilo, die King Kamehameha Traditional Hula and Chant Competition und den Hula Kahiko Amateur Contest des Queen Liliʻuokalani Trust. 1983 wurde sie Living Treasure of Hawaiʻi und 1984 erhielt sie ein National Heritage Fellowship.